# غابرييل كامبايلو
غابرييل كامبايلو (بالإسبانية: Gabriel Campillo)‏ مواليد 19 ديسمبر 1978 في مدريد، هو ملاكم محترف إسباني. حقق بطولة رابطة الملاكمة العالمية.

## إحصائيات
خاض خلال مسيرته 35 نزالا، فاز في 25 وتعادل في 1 وخسر في 8. فاز بالضربة القاضية في 12 نزالا.

## روابط خارجية
- غابرييل كامبايلو على موقع بوكس ريك (الإنجليزية) (registration required)